# Studio Killers
Studio Killers ist eine virtuelle multinationale Band. Die drei Bandmitglieder treten als Comicfiguren auf. Die Bandmitglieder sollen aus Dänemark, Finnland und dem Vereinigten Königreich stammen.

## Bandgeschichte
Das fiktive Line-up besteht aus Sängerin „Chubby“ Cherry, einer etwas dicklichen animierten Sängerin mit blutunterlaufenen Augen, dem Fuchs Goldie Foxx, der eine Keytar bedient, und Dyna Mink, einem Nerz mit blauem Fell, der als DJ auftritt. Hinzu kommen Manager Bipolar Bear und eine Reihe weiterer Charaktere, die in den diversen Videos der Gruppe auftreten. Die Identität hinter den drei Comicfiguren ist nicht bekannt. Zu den drei Musikern kommt noch ein Visual Artist hinzu, der ebenfalls anonym bleibt. Vermutet wird, dass der finnische Musiker Teemu Brunila von The Crash den Gesang von Cherry übernimmt. Dazu passend ist auch das Spiel mit den Geschlechterrollen von Cherry, das auch in Brunilas Auftreten und Gesangsstil zu finden ist. Die Identität wurde allerdings noch nicht bestätigt.
Die Musiker arbeiten überwiegend über das Internet miteinander. 2011 entstand der Überraschungshit Ode to the Bouncer, der in verschiedenen Ländern in die Charts einstieg. Zum ersten Mal traf sich die Band 2013. Dabei entstand der Song Who Is In Your Heart Now? 2013 erschien ihr Debütalbum Studio Killers, das über Warner Music Finland veröffentlicht wurde.
2014 trat die Band zunächst auf dem Ruisrock und anschließend auf dem Ilosaarirock auf. Dazu trugen Goldie Foxx and Dyna Mink Masken, während Cherry als Bühnenprojektion zu sehen war.
Am 24. Dezember 2015 erschien ein Musikvideo zum Song Jenny als ein Weihnachtsgeschenk an ihre Fans. Anschließend legte die Band eine Pause ein und kehrte am 15. Februar 2018 mit dem Video Fresh Start: Studio Killers Are Back! zurück. 2018 erschienen zwei weitere Singles. Anschließend folgte eine Kickstarter-Kampagne zur Finanzierung eines Piloten zu einer Animationsserie, die ihr Ziel von 115.000 US-Dollar innerhalb von nur drei Tagen erreichte.

## Diskografie

### Alben
- 2013: Studio Killers (Warner Music Finland)

### Singles
- 2011: Ode to the Bouncer
- 2012: Eros and Apollo
- 2013: All Men Are Pigs
- 2013: Jenny
- 2013: Who Is in Your Heart Now?
- 2014: Grande Finale
- 2015: Jenny (I Wanna Ruin Our Friendship) (US: Gold)[7]
- 2018: Party Like It’s Your Birthday
- 2018: Dirty Car